# Yrjö Suomalainen
Yrjö Johannes Suomalainen, född 24 april 1893 i Parikkala, död 26 augusti 1964 i Helsingfors, var en finländsk violinist och musikskriftställare. Han var far till Kari Suomalainen. 
Suomalainen studerade violinspel bland annat i Sankt Petersburg och Paris och tillhörde Helsingfors stadsorkester 1922–1929. Han var därefter musikkritiker i Uusi Suomi 1929–1952 och utgav bland annat biografier över Oskar Merikanto (1950) och Robert Kajanus (1952).